# 鍋割山 (神奈川県)
鍋割山（）は、丹沢大山国定公園に含まれ、丹沢山地の南部に聳える標高1,272メートルの山である。
神奈川県の中西部に位置する秦野市、丹沢山系への登山口の町であり丹沢山系から足柄平野に掛かる足柄地域に位置する松田町、足柄上郡に属し町域の大半を丹沢山地が占める山北町の市町村境に位置する。別名、三ノ萱（）とも呼ばれ、測量標の一つである三等三角点のある三角点峰である。三ノ萱の三角点の基準点コードはTR35339113101（旧TR35339112101）である。
山頂は明るく広く平らで、南から北西にかけて眺望が開け、晴れた日には裾野を広げた富士山が見える。登山道は寄から、二俣から、大倉尾根の金冷シからなどのルートがある。山頂の東側には鍋割山荘が建っている。

## 鍋割山荘
1980年代にアコンカグア、インドヒマラヤ・サトパント峰、ダウラギリI峰の遠征経験を持ち、数十年にわたって大人の体重相当のボッカを行なっている小屋番が経営し、鍋焼きうどんが名物である。山荘の所在地は秦野市に位置する。小屋周辺には水場が無い為、宿泊の際は西山林道終点に置いてあるペットボトルによる水ボッカが推奨される。

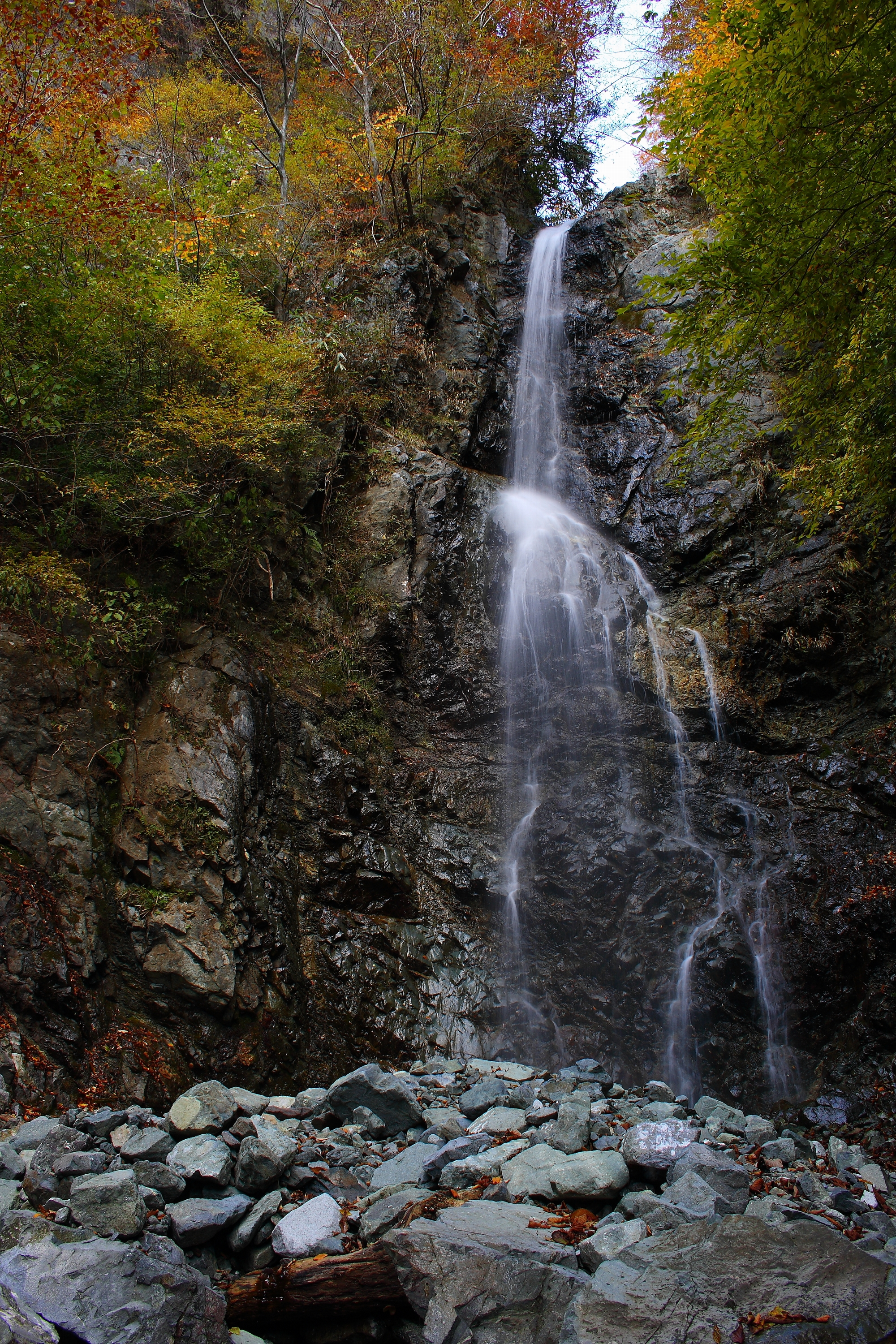
鍋割山の南、四十八瀬川支流のミズヒ沢にかかるミズヒ大滝。

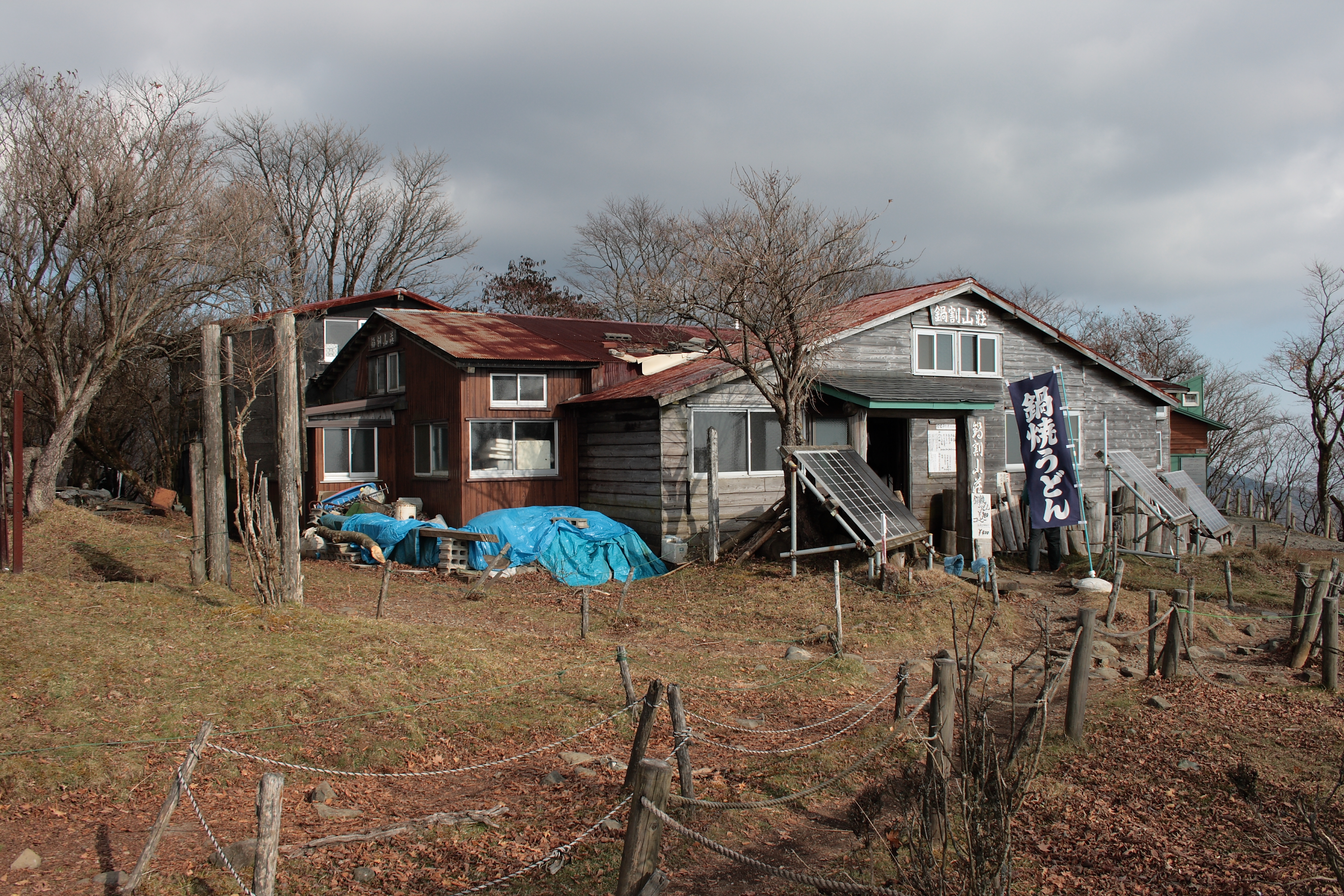
鍋割山荘

## 周辺の山
- 小丸 (1,341 m)
- 大丸 (1,386 m)
- 塔ノ岳 (1,491 m)